# We Will Never Die
We Will Never Die war eine Broadway-Extravaganza ähnlich einem Passionsspiel aus dem Jahr 1943, die die amerikanische Öffentlichkeit über den in Europa stattfindenden Holocaust und die Untätigkeit der Alliierten wachrütteln sollte. Geschrieben wurde das Werk von Ben Hecht, die Musik kam großteils von Kurt Weill. Regie führte Moss Hart, und Produzent war Billy Rose.

## Entstehung
Berichte über an Juden begangene Massaker hauptsächlich aus dem besetzten Polen und der Sowjetunion erreichten schon früh im Zweiten Weltkrieg die Alliierten. Mit Verweis auf das Kriegsgeschehen wurden Rettungsversuche mit der Argumentation „Rescue through victory“ an das Kriegsende verschoben. Ende 1942 wurde der deutsche Plan der vollständigen und systematischen physischen Ausrottung der Juden (Holocaust) den Westmächten bekannt. Die Information fand in den amerikanischen Massenmedien kaum Beachtung, stieß auf Unglauben und Desinteresse der Öffentlichkeit.
Ben Hecht, schockiert von der Information, dass zwei Millionen Juden bereits ermordet und die Ausrottung weiterer Millionen im Gange war, suchte nach einem Weg, die amerikanische Öffentlichkeit aufzurütteln. Mit Billy Rose, Kurt Weill und Arthur Szyk und der Unterstützung der Bergson-Gruppe entstand die Extravaganza We Will Never Die, für die viele namhafte Stars vom Broadway und aus Hollywood gewonnen werden konnten.

## Inhalt
Der Schauspieler Jacob Ben-Ami eröffnete das Stück, mit dem Hinweis, dass man hier sei, um der zwei Millionen Juden zu gedenken, die mittlerweile in Europa umgebracht worden waren.
Zwanzig Rabbiner, die aus Europa geflohen waren, rezitierten das jüdische Bekenntnis Schma Jisrael vor zwei 40 Fuß hohen biblischen Gesetzestafeln.
Die Erzähler (in New York Paul Muni und Edward G. Robinson) führten durch die jüdische Geschichte und Errungenschaften von den biblischen Gestalten des Moses und König David, über den amerikanischen Verfassungsrichter Louis Brandeis, Sigmund Freud und zwanzig weitere jüdische Nobelpreisträger. Schauspieler in Uniformen zeigten, wie jüdische Männer in den Armeen der Alliierten ihr Leben unter den diversen Flaggen der Alliierten riskierten. Dabei wurde auch auf das Fehlen einer jüdischen Armee mit eigener Flagge (ein Anliegen von Hecht und der revisionistisch-zionistischen Bergson-Gruppe) hingewiesen.
Gegen Ende des Stücks prangerten die Geister der ermordeten Juden bei einer fiktiven Nachkriegskonferenz ihre Ermordung in Konzentrations- und Vernichtungslagern, Ghettos und bei Massenerschießungen an. Ein Erzähler erklärte, dass es bei Kriegsende keine Juden mehr in Europa geben würde, da keine Regierung etwas gegen die gerade erfolgende Ermordung weiterer vier Millionen Juden tun würde. Die Öffentlichkeit müsste sich deshalb gegen diese Verbrechen auflehnen. Zum Abschluss wurde der Kaddisch, das traditionelle jüdische Gebet für die Toten, gesungen.

## Aufführungsgeschichte
Das Stück wurde im ausverkauften Madison Square Garden in New York am 9. März 1943 uraufgeführt und am gleichen Abend wiederholt, wobei wegen des großen Andrangs zusätzlich eine Lautsprecherübertragung vor dem Theater erfolgte. Weitere Aufführungen mit wechselnden Besetzungen fanden in der Constitutional Hall in Washington, der Convention Hall in Philadelphia (22. April), dem Stadion von Chicago (19. Mai), Boston Garden (6. Juni) und im Hollywood Bowl in Los Angeles (21. Juli) statt. Die Aufführung in Hollywood wurde wegen der Nachrichten über den Warschauer Ghettoaufstand um eine Sequenz zu diesem Ereignis erweitert.
Die Aufführung in Washington erfolgte vor zwei Ministern, mehreren Richtern des amerikanischen Supreme Court und über zweihundert Kongressmitgliedern. Eleanor Roosevelt, die die Vorstellung ebenfalls besucht hatte, schrieb in ihrer regelmäßigen Kolumne My Day darüber.

## Besetzung
Die Aufführungen erfolgten mit wechselnden Besetzungen. Zeitungen berichteten, dass die New Yorker Vorstellung mit einem Aufgebot von tausend Darstellern stattfand. Viele bekannte Darsteller traten in den diversen Aufführungen auf, darunter Jerry Lewis, Stella Adler, Dean Martin, Frank Sinatra und Leonard Bernstein.

## Reaktionen und Wirkung
Das amerikanische jüdische Establishment übte auf lokaler Ebene Druck aus, um weitere Vorstellungen in Städten zu verhindern. Für sie steckten hinter den Vorführungen „unverantwortliche Extremisten“ aus dem Ausland, die das gute Verhältnis des amerikanischen Judentums zur Roosevelt-Administration mit Schauveranstaltungen störten. Stephen Wise versuchte erfolglos, den New Yorker Gouverneur Thomas E. Dewey davon abzubringen, den Tag der Uraufführung zu einem Trauertag in New York zu erklären. Während die nichtjüdische Presse größtenteils positiv über die Vorführungen berichtete, besprachen jüdische Zeitungen das Werk kaum, und von der jiddischen Presse wurde die „zügellose Emotionalität“ und angebliche freizügige Kleidung der Chorsängerinnen kritisiert.
Durch die Eingängigkeit der Texte von Hecht, die Unterstützung von Broadway- und Hollywood-Stars und die forsche Öffentlichkeitsarbeit von Peter Bergson (Hillel Kook) führte das Stück zu einer stärkeren Wahrnehmung des Holocaust in der Öffentlichkeit, und der Druck auf die amerikanische Regierung, Rettungsmaßnahmen gegen den Holocaust zu ergreifen, nahm zu.